# سوميترو جويوهاديكوسومو
سوميترو جويوهاديكوسومو (29 مايو 1917-9 مارس 2001) هو رجل دولة إندونيسي وأحد أكثر الاقتصاديين نفوذًا في البلاد. وقد شغل مناصب عليا في عهد الرئيسين سوكارنو وسوهارتو بشكل متقطع بين عامي 1950 و 1978. وخلال مسيرته في الحكومة شغل سوميترو منصب وزير الصناعة والتجارة ووزير المالية ووزير البحث في خمس وزارات مختلفة، كما شغل منصب عميد كلية الاقتصاد بجامعة إندونيسيا.
ولد سوميترو في عائلة جاوية، ودرس الاقتصاد في الجامعة الهولندية للاقتصاد وظل هناك طوال الحرب العالمية الثانية. وعاد إلى إندونيسيا بعد الحرب، وجرى تعيينه في البعثة الدبلوماسية للبلاد في الولايات المتحدة، حيث سعى إلى جمع الأموال وحشد الاهتمام الدولي حول النضال ضد الاستعمار الهولندي. وبعد تسليم السيادة في مؤتمر الطاولة المستديرة الهولندي الإندونيسي عام 1949، والذي شارك فيه، انضم إلى الحزب الاشتراكي الإندونيسي وأصبح وزيرًا للتجارة والصناعة في حكومة ناتسير. ونفذ برنامج بنتنغ الحمائي، ووضع خطة اقتصادية تهدف إلى التصنيع الوطني. وشغل سوميترو كذلك منصب وزير المالية في حكومتي رئيسي الوزراء ويلوبو وبرهان الدين هارهاب خلال حقبة سوكارنو. وخلال الخمسينيات من القرن العشرين فضل سوميترو الاستثمار الأجنبي، وهو موقف غير شعبي في ذلك الوقت جعله في صراع مع القوميين والشيوعيين.
هرب سوميترو من جاكرتا وانضم إلى الحكومة الثورية المتمردة لجمهورية إندونيسيا في أواخر خمسينيات القرن العشرين بسبب الخلافات السياسية ومزاعم الفساد. ويعتبر زعيما للحركة، وقد عمل من الخارج وتواصل مع منظمات استخبارات أجنبية غربية أثناء سعيه للحصول على تمويل ودعم دولي. وبعد هزيمة الحركة بقي سوميترو في المنفى كناقد صريح لسوكارنو، واستمر بالتحريض على إسقاط الحكومة. وبعد الإطاحة بسوكارنو وإنشاء النظام الجديد في عهد سوهارتو، جرت دعوة سوميترو للعودة من المنفى وفي عام 1967 عُين وزيرًا للتجارة. وفي منصبه هذا وضع سوميترو سياسات لصالح التصنيع من خلال واردات سلع رأس المال وقيود على تصدير المواد الخام. وشارك في التخطيط عالي المستوى للاقتصاد الإندونيسي، إلى جانب العديد من طلابه السابقين من جامعة إندونيسيا.
بعد خلافات مع سوهارتو حول السياسة في أوائل سبعينيات القرن العشرين أعيد تعيين سوميترو وزيرًا للبحوث قبل إقالته من المناصب الحكومية كليًا. وخلال فترة النظام الجديد استفاد سوميترو من علاقاته الخارجية والسياسية لإنشاء مصالح تجارية خاصة كبيرة وتواجد سياسي لعائلته؛ وقد انضم ابنه فرابوو سوبيانتو إلى الجيش وتزوج ابنة سوهارتو. وواصل سوميترو أيضًا العمل كخبير اقتصادي مع بعض التأثير خلال ثمانينيات القرن العشرين. وفي الفترة التي سبقت الأزمة المالية الآسيوية عام 1997 بدأ بالدعوة إلى مزيد من تحرير الاقتصاد، لكنه ظل ملتزمًا بالهيكل السياسي للنظام الجديد. وبعد وفاته بقي أبناؤه وأحفاده مؤثرين في السياسة الإندونيسية.

## النشأة
وُلِد سوميترو في كبومن في 29 مايو عام 1917. وكان الابن الأكبر لمارغونو جويوهاديكوسومو، وهو موظف حكومي رفيع المستوى في الحكومة الاستعمارية لجزر الهند الشرقية الهولندية ومؤسس بنك نيغارا إندونيسيا اللاحق، ووالدته سيتي كاتويمي ويروديهارجو. كانت عائلة جويوهاديكوسومو جزءًا من الطبقات الأرستقراطية الجاوية الدنيا. ودرس في مدرسة يوروبيشيه لاغيريه (مدرسة للأطفال الأوروبيين عادةً)، ثم تدريب موظفي الخدمة المدنية المحليين (مدرسة للإندونيسيين الأصليين الذين يلتحقون بالخدمة المدنية) في بانيوماس.
بعد إنهاء تعليمه الثانوي في عام 1935 بدأ دراساته الجامعية في المدرسة الهولندية للاقتصاد في روتردام. وحصل على درجة البكالوريوس في عام 1937، ثم درس لمدة عام في الفلسفة والتاريخ في جامعة السوربون. وفي سيرته الذاتية زعم سوميترو أنه يريد الانضمام إلى الألوية الدولية في الحرب الأهلية الإسبانية وانضم لفترة وجيزة إلى معسكر تدريب في كاتالونيا، ولكن جرى رفضه لصغر سنه. وفي ذكرى عام 1986 صرح سوميترو أنه بدلًا من ذلك بدأ بجمع التبرعات لقضية إسبانيا الجمهورية. وأثناء دراسته انضم إلى منظمة طلابية إندونيسية تهدف إلى الترويج للفنون والثقافة الإندونيسية. 
كان يكمل رسالته في روتردام في مايو عام 1940 عندما غزت القوات الألمانية هولندا، وأثناء هجوم روتردام الخاطف كاد أن يقتل بقنبلة من اللوفتفافه (القوات الجوية الألمانية) التي دمرت أحد جدران غرفته. واستمر بإكمال أطروحته «خدمة ائتمان الشعب خلال فترة الكساد»، وحصل على الدكتوراه عام 1943. وجعله هذا أول إندونيسي يحصل على درجة الدكتوراه في الاقتصاد. وخلال المراحل اللاحقة من الحرب في أوروبا بعد انتهاء دراسته ساعد في تقديم المساعدة للبحارة الإندونيسيين الذين تقطعت بهم السبل في روتردام. وفي غضون ذلك شارك جمعية طلاب برهيمبونان إندونيسي (التي لم يكن سوميترو جزءًا منها) في المقاومة الهولندية في الغالب من خلال توزيع كتيبات مناهضة للنازية. وقبل الحرب كان سوميترو قد قرر عدم الانضمام إلى الجمعية بسبب وجود الشيوعيين مثل عبد المجيد جويوادينينغرات. ولأنه لم يكن قادرًا على العودة إلى إندونيسيا في زمن الحرب أمضى وقته في دراسة الاقتصاد الإندونيسي.

## الثورة الوطنية

### الثورة المبكرة
بعد نهاية الحرب العالمية الثانية أعلن سوكارنو استقلال إندونيسيا في 17 أغسطس عام 1945. وانضم سوميترو لفترة وجيزة إلى الوفد الهولندي المشارك في الاجتماع الأول لمجلس الأمن التابع للأمم المتحدة في لندن في يناير عام 1946 كمستشار لوزير الخارجية الهولندي إيلكو فان كليفنس. ووفقًا للتقارير البريطانية انضم سوميترو إلى الوفد لإعطاء انطباع جيد للحكومة الهولندية، لكنه أصيب بخيبة أمل وقرر العودة إلى وطنه. في المقابل ذكر تقرير إندونيسي أن سوميترو لم يتصرف لدعم استعادة الحكم الهولندي وحضرت الاجتماع لتقييم المزاج الدولي فيما يتعلق باستقلال إندونيسيا. وخلال ذلك الاجتماع اقترحت أوكرانيا والاتحاد السوفيتي ومصر مشروع قرار يدعو إلى مشاركة الأمم المتحدة في إندونيسيا، ولكن جرى رفض ذلك، واعتقد سوميترو أن هذا يرجع إلى عدم وجود وفد إندونيسي في الاجتماع. وسمحت تجربة سوميترو القصيرة في مجلس الأمن له بإبلاغ القوميين الإندونيسيين الآخرين بإجراءاته، بمجرد عودته إلى جاوة في مارس عام 1946. 
انضم إلى الحكومة المشكلة حديثًا في جمهورية إندونيسيا التي أعلنت استقلالها عن الحكم الاستعماري الهولندي مع سوكارنو كرئيس. وأصبح سوميترو مساعدًا لرئيس الوزراء سوتان صاهرير، وعمل لاحقًا في وزارة المالية. وبحلول هذا الوقت عادت القوات الهولندية الخاضعة للإدارة المدنية في جزر الهند الهولندية إلى إندونيسيا لاستعادة السيطرة، لكنهم تمكنوا فقط من السيطرة على عدة مدن ساحلية في البداية. وفي أواخر يونيو عام 1946 كان سوميترو جزءًا من الوفد المرافق لصاهرير في سوراكارتا عندما جرى اختطاف المجموعة من قبل وحدات الجيش الساخطين بقيادة اللواء سودارسونو قائد فرقة في الجيش الإندونيسي. وخلال المشاحنات السياسية ومحاولة الانقلاب التي أعقبت ذلك، وجرى نقل المجموعة إلى يوغياكارتا. وخطط خاطفوهم لإجبار سوكارنو على إقالة صاهرير وتعيين حكومة جديدة، حيث اعتبر سودارسونو أن تعاملات صاهرير الدبلوماسية مع الهولنديين متساهلة للغاية. وبسبب محاولة فاشلة لاختطاف الوزير أمير شريف الدين فشل معظم جنود سودارسونو في الحضور إلى قصر سوكارنو، ولم يكن هناك سوى السجناء وحفنة من القوات مع سودارسونو. ورفض سوكارنو المطالب واعتقل سودارسونو وأفرج عن صاهرير مع مجموعته. 
في وقت لاحق من عام 1946 جرى تعيين سوميترو في وفد المراقبين الإندونيسيين لدى الأمم المتحدة كنائب لرئيس البعثة ووزير مفوض للشؤون الاقتصادية، وكان يشارك بشكل غير رسمي في جمع التبرعات. وظل في هذا المنصب حتى عام 1950. ومع الثورة المستمرة حظر الهولنديون شحن البضائع إلى الموانئ أو أي صادرات من المنتجات الزراعية من الموانئ التي تسيطر عليها القوات الجمهورية. وفي الواقع كان هذا حظرًا على الأراضي الخاضعة للسيطرة الإندونيسية واتُهم سوميترو بتجاوزه. وفي إحدى الحوادث في عام 1947 استولى مشاة البحرية الهولنديون على سفينة الشحن الأمريكية إس إس مارتن بيرمان التي كانت تحمل شحنة من مدينة سيربون التي تسيطر عليها إندونيسيا. ورتب سوميترو رحلة السفينة على الرغم من توقع حدوث مصادرة هولندية، حيث رأى الوفد أن اهتمام وسائل الإعلام لا يقدر بثمن. وأثار احتجاز السفينة غضب الاتحاد البحري الوطني ونظر الكونغرس الأمريكي في إجراء تحقيق حتى جرى الإفراج عنها. ونقل سوميترو عن صاهرير قوله «خسرنا 3 ملايين دولار من البضائع، لكن الاهتمام العام لا يقدر بثمن». وفي الفترة التي قضاها سوميترو في الولايات المتحدة وقع أيضًا عقدًا مع رجل الأعمال الأمريكي ماثيو فوكس لتشكيل شركة إندونيسية أمريكية، وهي وكيل للتجارة الثنائية للعديد من السلع بين البلدين بترخيص مدته 10 سنوات.